# Case de Gaulle
La Case de Gaulle est depuis le 15 août 1960, date de l'indépendance, la résidence de l'ambassadeur de France à Brazzaville, la capitale politique de la république du Congo.

## Localisation
La bâtisse est située sur la corniche sud en bordure du fleuve Congo, sur une large parcelle à l'angle sud-est de l'arrondissement 2 Bacongo, dans le quartier Mbama, à l'extrémité de l'avenue Pierre Savorgnan de Brazza et en bordure du fleuve Congo. Elle a vue sur la rive opposée occupée par Kinshasa, en république démocratique du Congo.

## Histoire

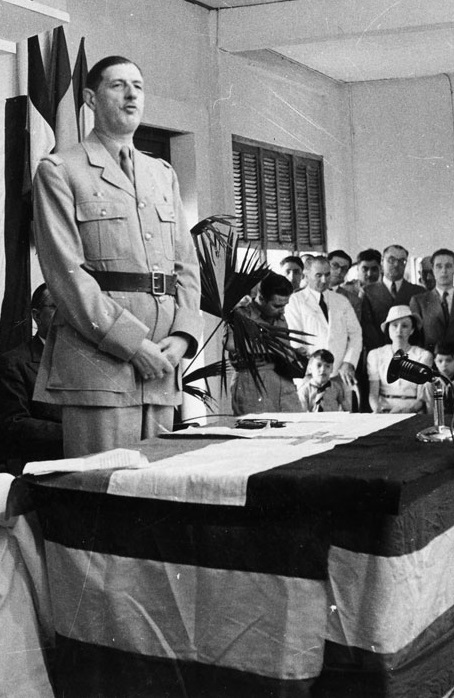
Charles de Gaulle inaugurant la Conférence de Brazzaville, 1944

Le 27 octobre 1940, le général de Gaulle nomma Brazzaville capitale de la France libre. La « Case de Gaulle » fut donc construite, à partir de mai 1941, pour servir de « case de passage aux hôtes de marques » et spécialement pour assurer une résidence digne de son rang au chef de la France Libre.
Pour l'historien canadien Éric Jennings, de 1940 à 1943, Brazzaville est le lieu où le général (de Gaulle), pour la première fois s’est comporté en homme d’État, où il créa l’ordre de la Libération, là où s’est noué le destin de la France.
Cette période de l'Afrique française libre est abordée par l'artiste congolais Frédéric Trigo Piula dans son tableau Ngolowa.
Ce projet ajourné du fait de la guerre, l'était également par manque d'architecte, et sans doute aussi dans un but d'économie. Tout est réactivé lorsque le projet est attribué au jeune architecte Roger Lelièvre, alias Erell, démobilisé, fraîchement débarqué de Londres, et affecté depuis mars 1941 au service des Travaux Publics.
Le cahier de charge impose de conserver le programme primitif, d'axer les études sur une case plus spécifiquement destinée à Charles de Gaulle. Les plans sont rapidement exécutés et confiés à la seule entreprise de l'époque, apte à réaliser ce type de travaux, l'entreprise Redons.
L'édifice commencé en mars 1941 construit rapidement, est prêt pour la seconde visite du Général de Gaulle d'octobre 1941. Hormis les murs et les fenêtres, il n'y avait absolument aucune installation ou décoration. Le sol était en ciment, et au moment de la venue du Général, seules les deux chambres principales étaient équipées, avec un grand lit à la mesure du Général. L'ensemble était plutôt fruste. 
Le Général est revenu ensuite au moins une ou deux fois, notamment à l'occasion de la fameuse Conférence de Brazzaville de 1944.
Dès son premier passage dans cette maison, le gouvernement général fit don à de Gaulle de cette maison dont il est devenu le propriétaire légal à titre privé. C'est au moment de l'indépendance que le Général de Gaulle rétrocéda cette maison à l'État français pour servir de résidence à l'ambassadeur de France.

## Architecture
Roger Lelièvre, allias Erell, jeune architecte fraîchement débarqué de Londres, se voit confier le projet d'une "case pour les hôtes de passage". Il   conçoit ce modeste palais africain donnant sur le fleuve, en se référant au palais parisien de Chaillot (construit en 1937, Place du Trocadéro) donnant sur la Seine. Il s'inscrit dans un mouvement de retour à la " tradition française " d'un classicisme moderne épuré.

### Élévation extérieure
Au bord du fleuve Congo qui s'écoule en contrebas du jardin, la bâtisse est conçue à partir de béton et de grès mauve de Kitambo (carrière au sud de Brazzaville), au niveau de la rivière Djoué, dont sont composés les pilastres de la façade et les corniches composées d'une double dalle de terrasse.
Les Claustras blancs qui la ceinturent sont des brise-soleil d’une remarquable efficacité. Tout a été conçu pour que l’air circule et rafraîchisse naturellement les pièces, sans recours à la climatisation. Ce sont les principes de l'architecture climatique adaptée aux tropiques.

### Élévation intérieure
La grille d'entrée, également dessinée par Erell, est constituée d'entrelacs de croix de Lorraine.
Les salons d'apparat sont orientés parallèlement au fleuve Congo et l'entrée désaxée du hall circulaire donne sur l'avenue Pierre Savorgnan de Brazza. Le mobilier de la chambre du général, avec son lit hors-norme pour l’époque, est resté à l’identique. C’est dans cette pièce que dort aujourd’hui l’actuel ambassadeur de France.
Dans la pièce de vie, sur l’un des murs, est présentée la copie — l’originale se trouvant précieusement conservée dans un coffre — de l’imposante pépite d’or de 582 grammes en forme d’Afrique offerte au général en 1944, et qui deviendra l’un des symboles de la France libre, reprise sur les bons d’encaissement de l’époque.

### Conservation
Une grande partie du mobilier de l'époque du général de Gaulle a été conservé. L'ensemble a été restauré en 2010, à l'occasion des 70 ans du « manifeste de Brazzaville ».
Éric Jennings estime qu'« on parle toujours de l’appel du 18 juin, mais le rôle joué par l’AEF a été déterminant dans la victoire sur l’Allemagne nazie. Alors comment expliquer que la mémoire de ce glorieux passé, où s’est construit le devenir de l’ensemble du continent, ne soit pas mieux entretenu, ? »